# Seznam řek v Maroku
Nejdelší řeky v Maroku (arabsky řeka نهر‎). Tabulka obsahuje řeky, které mají na území maroka délku 100 km a více a také některé kratší.

## Tabulka řek
| Poř. | Řeka       | arabsky    | Délka (km) | Povodí (km²) | Ústí do          | Ústí kde                    |
| ---- | ---------- | ---------- | ---------- | ------------ | ---------------- | --------------------------- |
| 1.   | Dra        | وادي درعة  | 1150       | 29 500       | Atlantský oceán  | Tan-Tan (Maroko)            |
| 2.   | Sebú       | سبو        | 614        | 40 000       | Atlantský oceán  | Mehdia (Maroko)             |
| 3.   | Mulúja     | وادي ملوية | 600        | 74 000       | Středozemní moře | Saïdia (Maroko)             |
| 4.   | Um er-Rbia | أم الربيع  | 556        | 32 000       | Atlantský oceán  | Azemmour (Maroko)           |
| 5.   | Ziz        | نهر زيز    | 282        | ...          | Sahara           | ... (Alžírsko)              |
| 6.   | Gueris     | ...        | 270        | ...          | ...              | ... (...)                   |
| 7.   | Tensift    | نتانسيفت   | 270        | ...          | Atlantský oceán  | Souira Kedima (Maroko)      |
| 8.   | Bouregreg  | أبو رقراق  | 240        | 10 000       | Atlantský oceán  | ... (Maroko)                |
| 9.   | Dades      | وادي دادس  | 201        | 7170         | Dra              | El-Mansour Eddahbi (Maroko) |
| 10.  | Souss      | ...        | 180        | ...          | Atlantský oceán  | ... (Maroko)                |
| 11.  | Loukkos    |            | 176        | 3730         | Atlantský oceán  | ... (Maroko)                |